# Booster
En booster är en effektpedal till främst gitarr, där den har som enda funktion att öka signalen till förstärkaren, för att på så vis höja volymen och ibland även den av förstärkaren framkallade distorsionen. Pedalen används ofta för att enkelt växla från komp- till sololjud vid liveföreställningar.